# Герман (Афанасиадис, Ахиллеас)
Митрополи́т Ге́рман (греч. Μητροπολίτης Γερμανός, в миру Ахилле́ас Афанасиа́дис, греч. Αχιλλέας Αθανασιάδης; 15 октября 1885, Арванитохори, Османская империя — 3 марта 1945, Стамбул, Турция) — епископ Константинопольской православной церкви, митрополит Сардский (1924—1945) и Писидийский (1924—1943).

## Биография
8 ноября 1906 года митрополитом Мельникским Иринеем (Пандолеондосом) был рукоположён в сан диакона.
В 1907 году окончил Халкинскую богословскую школу.
В 1914—1918 году служил на Фанаре третьим патриаршим диаконом. В 1918—1922 году служил младшим секретарём Священного Синода Константинопольского патриархата, а в 1922—1924 годы — старшим секретарём Синода.
30 ноября 1922 года патриархом Константинопольским Мелетием (Метаксакисом) был рукоположён в сан пресвитера.
16 марта 1924 года в Патриаршем храме святого Георгия на Фанаре был рукоположён в митрополита Сардского. Хиротонию совершили: Патриарх Константинопольский Григорий VII, митрополит Никейский Василий (Георгиадис), митрополит Прусский Константин (Арабоглус), митрополит Неокессарийский Агафангел (Константинидис), митрополит Силиврийский Евгений (Христодулу) и митрополит Анейский Фома (Саввопулос).
18 марта 1924 года назначен управляющим Писидийской митрополии, в связи с чем стал титуловаться митрополитом Сардским и Писидийским. 9 ноября 1943 года освобождён от управления Писидийской митрополией.
Скончался 3 марта 1945 года в Стамбуле в результате болезни сердца.